# Sijarinska Banja
Sijarinska Banja (em cirílico: Сијаринска Бања) é uma vila da Sérvia localizada no município de Medveđa, pertencente ao distrito de Jablanica, na região de Goljak. A sua população era de 355 habitantes segundo o censo de 2011.

## Demografia
| 1948 | 1953 | 1961 | 1971 | 1981 | 1991 | 2002 | 2011 |
| ---- | ---- | ---- | ---- | ---- | ---- | ---- | ---- |
| 104  | 106  | 255  | 307  | 582  | 530  | 568  | 355  |